# Taran mac Entefidich
Taran mac Entefidich roi des Pictes de 693 à 697.

## Origine
Taran mac Entefidich est le successeur du puissant roi Brude mac Bili dont il était peut-être le neveu, fils de sa sœur et d'un certain « Entifidich ».Son père dont le nom dérive de l'irlandais « Ainftech », reste un inconnu.
Il est nommé « Taran » dans la Chronique Picte et « Tarain ou Tarachin » par les annales irlandaises. Son nom est à rapprocher de celui du dieu celte Taranis.

## Règne
La Chronique lui attribue un règne de 4 ans sur lequel les Annales d'Ulster nous donnent peu d'information:
- 697 il est expulsé de la royauté[2] sans doute par son successeur Brude mac Der Ilei.
- 699 il se réfugie en Irlande [3].

## Sources
- (en) J.P.M. Calise, Pictish Sourcebook, Documents of Medieval Legend and Dark Age History, Londres, Greenwood Press, 2002, 365 p. (ISBN 0313322953), p. 256 Taran f. Entifidich. Pictish King (692-696)
- (en) William Arthur Cumming, The Age of the Picts, Stroud, Sutton Publishing, 1998 (ISBN 0750916087).
- (en) W.F Skene Chronicles Of The Picts, Chronicles Of The Scots, And Other Early Memorials Of Scottish History. H.M General Register House Edinburgh (1867) Reprint par Kessinger Publishings's (2007)  (ISBN 1432551051).
- (en) Ann Williams, Alfred P. Smyth and D.P Kirby A biographical dictionary of Dark Age Britain SEABY 1991 (Londres)  (ISBN 1-85264-047-2)
- les Annales d'Ulster, première partie, en latin et en anglais.